# Ibrahim al-Helwah
Ibrahim al-Helwah (arabe : إبراهيم الحلوة), né le 18 août 1972 en Arabie saoudite, est un joueur de football international saoudien qui évoluait au poste de gardien de but.

## Biographie

### Carrière en sélection
Ibrahim al-Helwah joue en équipe d'Arabie saoudite entre 1992 et 1995[réf. nécessaire].
Il participe avec l'équipe d'Arabie saoudite à la Coupe du monde de 1994. Lors du mondial organisé aux États-Unis, il officie comme gardien remplaçant et ne joue aucun match.
Il participe également à la Coupe des confédérations de 1992. L'Arabie saoudite atteint la finale de cette compétition, en étant battue par l'Argentine.

## Palmarès
Arabie saoudite
- Coupe des confédérations :
  - Finaliste : 1992.